# Diego Portales
Diego José Pedro Víctor Portales i Palazuelos (Santiago, 16 de juny de 1793 - Valparaíso, 6 de juny de 1837) fou un polític xilè comerciant i ministre d'Estat, una de les figures fonamentals de l'organització política del seu país.
Va liderar políticament les forces conservadores a la Guerra Civil de 1829-1830, i després de refusar la presidència de la República, va col·laborar amb el govern de Joaquín Prieto aplicant dures mesures per imposar l'orde, que incloïen expulsions del país i afusellaments dels opositors al règim.